# Los Pirpintos
Los Pirpintos is een plaats in het Argentijnse bestuurlijke gebied Copo in de provincie Santiago del Estero. De plaats telt 1.633 inwoners.